# مانترا
المانترا، في الحضارة الهندية، هي كلمة سنسكريتية (मन्त्र) تعني تعويذة إما صوتية أو من كلمة أو من جملة تساعد في خلق تحول نفسي. تختلف استعمالاتها وأنواعها باختلاف المدارس التي تعتمدها.
إنطلقت المانترا في الديانة الفيدية الهندية منذ 3000 سنة وأصبحت من أسس ديانات السيخ والهندوس ومن عادات البوذية والجاينية.

## تشكيلها

مصطلح أووم والذي يعتبر صوت الكون
وهو مانترا بحد ذاته.

في العادة، المانترا هو تصويت أو حملة تبداء بصوت «أووم» والتي في الأوبانيشاد، مانترا الأساسية التي تمثل الإله برهمن وكل الخليقة.

## التسمية
تتألف كلمة «مانترا» السنسكريتية من مقطعين: «مان» وتعني التفكير و (وهناك كلمة «ماناس» وتعني الروح)، ومن كلمة «ترا» التي تعني «تحرير»، فيصبح معناها «تحرير الروح أو العقل». وهناك من يقول أن «ترا» تترجم إلى «أداة» مما يصبح معناها «أداة التفكير». أقرب معانيها في العربية هي «تعويذة». أما من ناحية مفعولها، فأقرب كلمة عربية لها هي «الذكر» بالمعنى الصوفي الإسلامي والتي تستعمل لارتقاء الروح. وقد يكون هناك تشابه مع فكرة التسبيح الإسلامية التي تتطلب ترديد كلمات محددة لتنقية النفس أو لطلب المغفرة. وبشكل عام، يرفض المسلمون فكرة المانترا كما تطبق في الهندوسية.
في اللغة الأفستية الهندوإرانية، هناك كلمة «مانثرا» والتي تعني «كلمة» لكن بمعنى أعمق إذ لها دلالة الحقيقة الصادقة، وترتيلها يجعل الشخص يدرك الحقيقة فيهم.

## تحديد المانترا
يعرف قاموس «أوكسفورد الحي»، المانترا بأنها: «كلمات أو أصوات يتم ترديدها للمساعدة في التركيز خلال ممارسة التأمل».
هناك اختلافات وتباينات كبيرة في تحديد وتعريف المانترا بين الباحثين الأكادميين. هناك من يحددها بأنها أداة تفكير فقط. ومنهم من ضعها في إطار التفكير الديني كأداة للصلاة أو نطق مقدس. بينما أخرون يعطوها طبيعة فوق مادية باعتبارها تمنح قوى لاطبيعية كتعويذة سحرية أو سلاح خارق للطبيعة.
ومن التعاريف المتداولة أن المانترا هي «وسيلة لفظية لتفعيل العقل بشكل ما» أو أنها «مزيج من مقاطع صرفية مرتبة بشكل تقليدي مستمدة من تقاليد باطنية رمزية مقصورة على نخبة من الأتباع وضعها معلم أكبر ويتلقفها المريد بعد إداء شعائر خاصة».

## للإستزادة
- الذكر (إسلام)